# Marc Bayard
Pour les articles homonymes, voir Bayard.
Marc Bayard est directeur de la recherche et de l'innovation au Mobilier national, Sèvres-Manufactures nationales. Il est également critique et historien de l’art, commissaire d’exposition et éditeur. Il est l’auteur de plusieurs ouvrages. Il a créé le mouvement Slow Made.

## Biographie
Après des études en sciences politiques et droit public (Université Paris II), Marc Bayard a entamé un cursus d’histoire de l’art et est devenu docteur de l’E.H.E.S.S. en 2003. Il a bénéficié de la bourse de l’École française de Rome, de celle du Ministère des Affaires étrangères (Bourse Lavoisier), celle du Centre allemand d'histoire de l'art de Paris et il a été pensionnaire à l’Académie de France à Rome-Villa Médicis. En 2025, il a été Visiting Professor à l'université Ca' Foscari de Venise pour le programme Homo Faber Economy.
Ses recherches ont porté sur le décor de théâtre français au XVIIe siècle et sur l’art du dispositif (la théâtralité picturale) dans l’art italien des XVIe et XVIIe siècles. Il a publié de nombreux articles sur ces sujets. Il a dirigé pendant six ans le département d’histoire de l’art de la Villa Médicis (2004-2010). Dans ce cadre, il a été rédacteur en chef de la revue Studiolo, directeur de la collection d’histoire de l’art de l’établissement et directeur scientifique de plusieurs ouvrages. Il a créé la bourse André Chastel pour les chercheurs en histoire de l’art. Il a également dirigé de nombreux colloques et a mené plusieurs actions en vue de la valorisation du patrimoine mobilier de l’établissement (peintures, tapisseries, meubles, sculptures en plâtre).
En 2011, il a été membre du cabinet du ministre de la Culture, Frédéric Mitterrand, chargé de l’histoire de l’art, du Festival de Fontainebleau et du Centenaire André Chastel. Depuis fin 2011, il est conseiller au développement culturel et scientifique au Mobilier national.
Il est responsable des activités pédagogiques, du programme scientifique des « Rencontres des Gobelins » (que l’on peut retrouver sur France Culture Plus) et d’un programme de recherche sur l’histoire du garde-meuble en Europe. Il assure enfin la direction artistique de la Carte blanche des artistes contemporains qu’il a créée à la Galerie des Gobelins.
En 2012, avec le Mobilier national et l’Institut National des Métiers d'Art, il a créé le mouvement Slow Made, en vue de la promotion des métiers du savoir-faire et de la création. Il est membre du conseil scientifique et culturel de l’INMA (Institut National des Métiers d'Art) depuis 2014.
Marc Bayard a été élevé au grade de Chevalier des Arts et des Lettres en 2011 et Chevalier dans l'Ordre des Palmes académiques en 2023.

## Commissaire d'exposition
- Granet. Rome et Paris, la nature romantique, Rome, Villa Médicis (2009) ;
- Histoire de Moïse. Nicolas Poussin et la tapisserie, Rome, Villa Médicis – Paris, Mobilier national (2011) ;
- Carte blanche à la Galerie des Gobelins (Mobilier national) : Vincent Bioulès (2012), Yan Pei-Ming[6], Pierre Buraglio (2013), Eva Jospin[7], Pierre et Gilles[8] (2014), Olivier Roller (2015), Noé Duchaufour-Lawrance (2016), Jacques Garcia (2017), Mario d’Souza (2018), Maurizio Galante & Tal Lancman, Mathias Kiss (2019), Sheila Hicks (2021), Jean-Charles de Castelbajac (2022), Harry Nuriev (2023).
- Mobilier du XXIe siècle. La jeune création invente la table du Conseil des Ministres (dans le cadre d'un concours des écoles d'art du Campus métiers d'art et design, Manufactures des Gobelins-Paris), Galerie des Gobelins, septembre 2020.

## Ouvrages
- Feinte baroque. Iconographie et esthétique de la variété au XVIIe siècle (Somogy, 2010)
- Sacri Monti. Incandescence baroque en Italie du Nord, avec Valère Novarina, (J.-P. Combet éd., 2012)[9]
- Slow-Made. Manifeste du geste humain (éd. Les influences-Mobilier national, 2022)

Il a aussi été éditeur ou coordinateur scientifique de plusieurs ouvrages.
- L’histoire de l’art et le comparatisme. Les horizons du détour (2007)[10]
- Renaissance en France, renaissance française ? (2009)
- La Villa Médicis. Le collezioni del Cardinale Ferdinando (2009, vol. 4.), et La Villa Médicis. Fonti documentarie (2010, vol. V), Rome, École française de Rome/Académie de France à Rome/Académie de Beaux-Arts
- Correspondance du directorat Horace Vernet, Rome, Académie de France à Rome/SHAF (2010)
- Rome-Paris, 1640. Transferts culturels et renaissance d’un centre artistique (2010)
- Poussin et la construction de l'Antique (2011)
- Lodève et la manufacture de la Savonnerie. Une histoire à partager (2014)[11]
- L’Académie de France à Rome. Le Palais Mancini : un foyer artistique dans l’Europe des Lumières (1725-1792) (2016)
- Le design du pouvoir. L'Atelier de Recherche et de Création du Mobilier national (2016)
- Arts en cours. Les Garde-Meubles en Europe (XVIe – XXIe siècles) (2023)

## Mouvement Slow Made
Marc Bayard est le créateur du Slow Made. Ce mouvement a été fondé le 22 novembre 2012 dans le cadre d’un rendez-vous de l’INMA (Institut National des Métiers d'Art) à la Galerie des Gobelins. Le mouvement est libre et indépendant et il met les savoir-faire au cœur de ses réflexions. Il considère que le respect du temps permettra l’équilibre économique, écologique et culturel du XXIe siècle.
Il croit au potentiel économique novateur des savoir-faire, communs aux arts de la mode, aux arts du jardin, aux arts du parfum et aux métiers d'art.
Le mouvement Slow Made encourage une éthique responsable du consommateur qui devient acteur grâce à son acte d’achat d’un objet « fait en prenant le temps nécessaire » et porteur de valeurs partagées. Le Slow Made refuse l’obsolescence programmée et la consommation compulsive, et rappelle qu’il est urgent de regarder les savoir-faire comme une chance pour l'environnement. Le mouvement crée des rencontres, des workshops, des débats d’idées , et encourage toutes les initiatives qui mettent en avant les valeurs du Slow Made.
En 2013, la Documentation française a publié dans la revue « Problèmes économiques » un numéro spécial sur le Slow Made. Le mouvement est 
parrainé par le ministère de la Culture et de la Communication.
En 2022, pour célébrer les 10 ans du mouvement, Marc Bayard publie un essai : "Slow-Made. Manifeste du geste humain". L'ouvrage est présenté au Mobilier national le 30 novembre 2022 avec Christophe Rioux, Stefano Micelli et Marc Aurel. En avril 2023, Il crée la revue Slow Made (trimestrielle)